# Drexciya
Drexciya war ein 1992 gegründetes Electro-Musikprojekt aus Detroit, USA. Unter diesem gemeinsamen Pseudonym veröffentlichten die US-amerikanischen Musiker James Marcel Stinson (* 14. September 1969; † 3. September 2002) und Gerald Donald bis zum Tod Stinsons zahlreiche Schallplatten mit elektronischer Tanzmusik. 

## Geschichte und Stil
Zwischen 1992 und 2002 veröffentlichte das Duo vier Alben und rund ein Dutzend Maxis auf den renommierten Labels Underground Resistance, Warp, Tresor und Clone.
Als Projekt der Second Wave of Detroit Techno griffen Drexciya auf die Rhythmik von Electro zurück, verbanden diese jedoch mit harschen, dem Industrial entlehnten Klängen. Der Mythos, der die Gruppe während ihres Bestehens umgab, wurde zum einen durch die konsequente Geheimhaltung der Identität der Musiker gebildet. Zum anderen verbanden sämtliche Veröffentlichungen thematisch konsequent Motive der Science Fiction mit solchen der Sklavenbefreiung und des Atlantis-Mythos.
Laut der Zeitschrift De:Bug stieß Drexciyas „symbolische[r] Widerstand gegen jede Form von Fremdbestimmung auf viel theoretische und literarische Gegenliebe [...], wie die ausführliche Drexciya-Exegese in Kodwo Eshuns Heller als die Sonne oder Thomas Meineckes Hellblau belegen. Dieses Close Reading all der kryptischen Botschaften aus Drexciyas Aquatopia durch Eshun und Meinecke füllt die Lücke, die zwischen der Klarheit der Musik Drexciyas und der bewussten Diffusion in der Selbstinszenierung klafft.“ Eshun bezeichnete das Werk von Drexciya als „die ehrgeizigste Klangfiktion [most ambitious sonic fiction] der elektronischen Musik seit Parliaments Mothership Connection-Zyklus von 1975–79“.
Das Album Harnessed the Storm von 2002 markierte laut De:Bug „eine deutliche Weiterentwicklung des immer schon sehr eigenwilligen drexciyanischen Electro. [Die Stücke] sind auffallend digital im Klangbild und wirken somit noch schärfer und präziser als die Tracks des Vorgängeralbums [Neptune’s Lair, 1999]“.
Stinson veröffentlichte 1995 mit seinem Solo-Projekt Elecktroids auf dem Musiklabel Warp Records das Album Elektroworld.
Die Identität der Musiker wurde erst nach dem Tod von James Marcel Stinson bekannt. Der hauptberufliche LKW-Fahrer, der auch unter den Pseudonymen Shifted Phases, The Other People Place, Transllusion oder Lab Rat XL veröffentlichte, starb am 3. September 2002 in Atlanta, Georgia im Alter von 32 Jahren an Herzversagen.
Gerald Donald ist weiterhin unter den Pseudonymen Dopplereffekt, Japanese Telecom, Der Zyklus, Arpanet (benannt nach dem Vorläufer des Internets, siehe Arpanet), Rudolf Klorzeiger, Heinrich Müller und zuletzt Avina Vishnu aktiv.

## Diskografie

### Alben
- The Quest (1997, Submerge)
- Neptune’s Lair (1999, Tresor)
- Harnessed the Storm (2002, Tresor)
- Grava 4 (2002, Clone)
- The Cosmic Memoirs of the Late Great Rupert J. Rosinthorpe (2002, EFA, NOC, Tresor)
- Journey of the Deep Sea Dweller I–IV (2013, Clone; Retrospektive der vergriffenen EPs und Singles mit Bonustracks)

### EPs und Singles
- Deep Sea Dweller (1992, Shockwave Records)
- Drexciya 2: Bubble Metropolis (1993, Underground Resistance)
- Aquatic Invasion (1994, Underground Resistance)
- Drexciya 3: Molecular Enhancement (1994, Rephlex Records, Submerge)
- Drexciya 4: The Unknown Aquazone (1994, Submerge)
- Drexciya 5: The Journey Home (1995, Warp Records)
- The Return Of Drexciya (1996, Underground Resistance)
- Uncharted (1998, Somewhere In Detroit)
- Fusion Flats (1999, Tresor)
- Hydro Doorways (2000, Tresor)
- Digital Tsunami (2001, Tresor)
- Drexciyan R.E.S.T. Principle (2002, Clone)
- Gravity Waves (2002, Clone)